# Пилюля

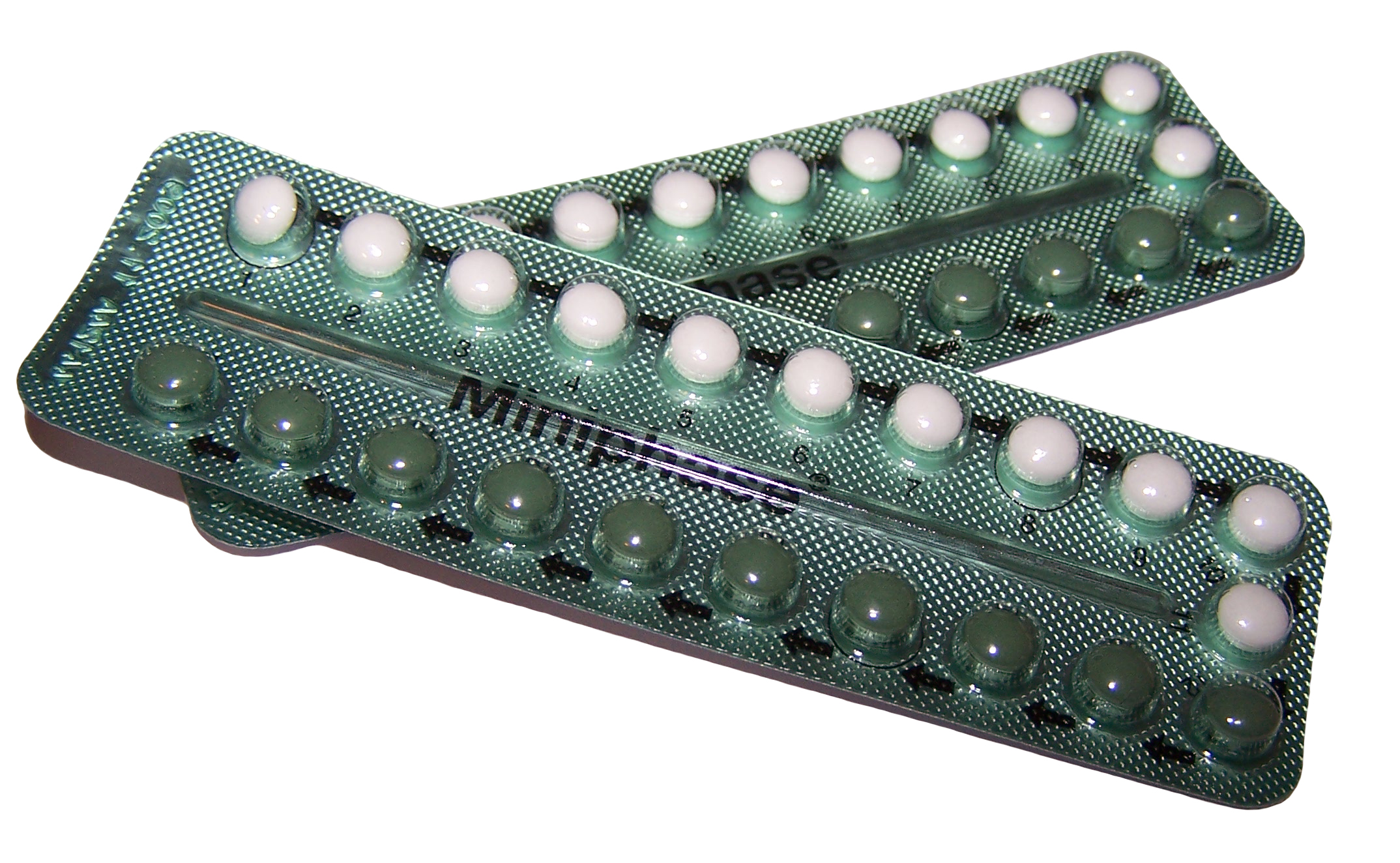

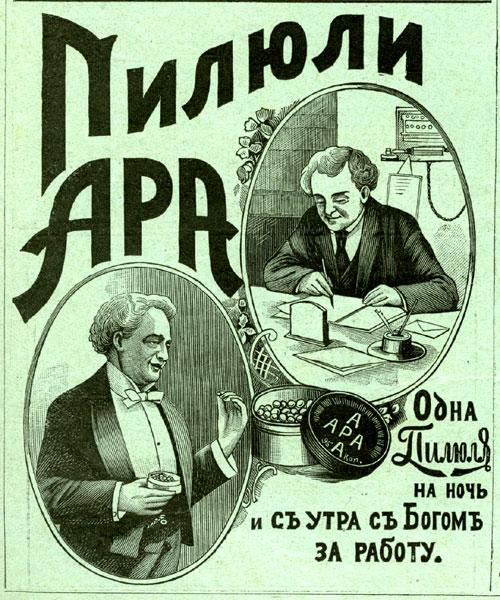

Пилю́ля (лат. pilula, букв. мячик, шарик) — это дозированная твёрдая лекарственная форма для приёма внутрь в виде плотных шариков массой от 0,1 до 0,5 г.
Пилюли массой свыше 0,5 г называются болюсами, а менее 0,1 г — гранулами. Болюсы, как правило, используются в ветеринарии, а гранулы помимо медицинского применения используются также в гомеопатии. В настоящее время практически вытеснены таблетками.
Пилюля состоит из лекарственного вещества и пластичной массы (пилюльной массы, лат. massa pilularum), в состав которой могут входить порошок алтейного и аирного корня, порошок и экстракт солодкового корня, мука, крахмал, сахар, белая глина (лат. bolus alba), вода, спирт, глицерин и другие вещества.
Пилюли изготовляют в аптеках (ручным способом либо при помощи пилюльной машины) или на фармацевтических предприятиях.
Лекарство, измельчённое в порошок растворяют в жидком компоненте пилюльной массы (чаще всего это вода; этиловый спирт применяют, когда в состав лекарства входят смолы или другие вещества, нерастворимые в воде), добавляют твёрдую основу, и скатывают в твёрдый шарик. В зависимости от количества и состава пилюльной массы эти шарики могут быть разного размера, иметь различную форму и цвет. Иногда сверху их покрывают сахарной глазурью.
После проглатывания, пилюля медленно распадается в пищеварительном тракте и постепенно выделяет лекарственное вещество (вещества); таким образом она является лекарственной формой длительного действия. Однако существует вероятность, что неверно приготовленные или пересохшие пилюли будут проходить пищеварительный тракт, не распадаясь и не выделяя лекарства.